# U-KISS
U-KISS (em coreano:  유키스; acrônimo para Ubiquitous Korean International Idol Super Star) é um grupo masculino sul-coreano formado pela NH Media em 2008. Sua atual formação do grupo consiste em seis integrantes, sendo eles: Soohyun, Hoon, Kiseop, Alexander, AJ e Eli. Seu sucesso foi Man Man Ha Ni (2009) de seu extended play Conti UKISS. O grupo é conhecido por sua popularidade internacional, especialmente na América Latina, onde realizou vários passeios. Eles lançaram seu primeiro álbum completo One One em 3 de fevereiro de 2010. Em setembro de 2011, o U-KISS lançou seu segundo álbum completo, NEVERLAND. Eles fizeram sua estreia formal no Japão em 2011 com o lançamento do single Tick Tack. Seu segundo single japonês foi intitulado Forbidden Love. Desde a sua estreia, o grupo lançou três álbuns completos, onze extended plays, um EP especial (criado para seus fãs) e vários singles. Eles também lançaram cinco álbuns japoneses completos, um álbum de compilação japonês e cinco extended plays japoneses. O grupo também participou de vários reality shows e filmes.

## História

### 2008: Formação e estréia
U-KISS foi formado pela primeira vez como um grupo de seis integrantes. Kibum e Kevin foram integrantes da boy band XING, porém deixaram o grupo em meados de 2007. Os outros quatro integrantes foram selecionados individualmente pela NH Media através de audições. O grupo estreou no Japão em 15 de agosto de 2008 no Power of Atamix 08. O grupo estreou na Coreia do Sul em 28 de agosto de 2008 com o lançamento de seu primeiro mini-álbum intitulado New Generation. Embora o grupo fosse recém-chegado na indústria do entretenimento, eles foram considerados um projeto colaborativo entre Coreia do Sul e Japão.

### 2009-2010: Only First e primeiras tours
U-KISS lançou seu segundo mini-álbum, Bring It Back 2 Old School, em 2009 com sua música de título I Like You, que os tornou populares na Tailândia. O terceiro mini-album intitulado Conti UKISS introduziu o membro Kiseop como o sétimo membro do grupo. A faixa-título Man Man Ha Ni foi lançada após uma mudança em sua formação. O quarto mini-álbum Break Time foi lançado em 2010, juntamente com sua faixa de título Shut Up!. O primeiro álbum completo do grupo, Only One, foi lançado em 3 de fevereiro, 2010, gerando seu single mais popular nas Filipinas, Bingeul Bingeul. O álbum também superou Hanteo Charts, Hot Tracks, Syn-nara Records e Evan Records em apenas um dia. U-KISS viajou na Malásia, na Mongólia e no Japão para promover o álbum. U-KISS promoveu o álbum nas Filipinas através de uma série de shows no mercado, onde venderam mais de 1.000 cópias em um dia que quebra o registro das maiores vendas em um lançamento. Devido ao referido sucesso, o grupo teve seu primeiro grande concerto nas Filipinas apelidado de U-KISS First Kiss Tour in Manila. Além de sua carreira musical, U-KISS também estrelou seus próprios shows de variedades, All About U-KISS, UKISS Vampire e Chef Kiss, enquanto os membros também apareceram em outros shows. Kevin e Xander se juntaram ao programa de rádio Arirang, Pops in Seul. Kim Eli também se tornou MC no show da MBC, Fusion. O novo membro Lee Kiseop apareceu em um show de variedades Uljjang Shidae 2 (Pretty Boys and Girls Season 2). Dongho também fez muitas aparições em shows, The Invincible Baseball Team, Idol Maknae Rebellion e My Black Mini Dress. Kibum junto com Eli, também estrelou o drama tailandês Autumn's Destiny, onde suas vozes foram dubladas pois ambos nao sabem falar tailandês.

### 2011-2012: Saída de Alexander e Kibum,NEVERLAND, estréia japonesa e pausa de AJ
Um álbum dos EUA foi cancelado devido à rescisão do contrato. Alexander e KIbum deixaram a banda em 2011 e foram substituídos por Kim Jae Seop (AJ) e Yeo Hoon Min (Hoon). O U-KISS lançou seu quinto mini-álbum, Bran New Kiss, e uma nova música de balada, 0330. U-KISS lançou seu segundo álbum completo, NEVERLAND, em setembro com seus singles NEVERLAND e Someday. Um DVD, U-KISS Days in Japão, estreou no número 8 no Daily Oricon Chart publicado em 30 de março de 2012. Um álbum de compilação chamado First Kiss ficou em segundo lugar no Oricon de gráficos diários no dia do seu lançamento. Eles também lançaram a versão japonesa do Bran New Kiss em 24 de agosto de 2011. O grupo lançou seu primeiro álbum japonês, Tick Tack , e seu segundo álbum japonês, Forbidden Love, simultaneamente com seu primeiro. O álbum alcançou o número 6 e o número 2, respectivamente.
Em 2012, U-KISS participou em um concerto do Music Bank realizado em Paris, na França. O grupo se tornou o primeiro grupo K-Pop a atuar na Colômbia.
O grupo realizou sua turnê de shows, apelidada de U-KISS 1st Japan Live Tour 2012 em março que foi realizada no Zepp Hall em todo o Japão. A turnê durou de 2 de março de 2012 a 25 de março de 2012. Na segunda semana de junho, dois shows adicionais estavam esgotados.
Eles lançaram seu sexto mini-álbum na Coreia do Sul, DoraDora em 25 de abril de 2012. Em maio de 2012, DoraDora ganhou primeiro lugar na Alemanha German Asian Music Chart. O grupo também lançou seu sétimo mini-álbum The Special to Kissme em 5 de junho. O segundo single japonês Te Amo foi lançado em 1 de junho de 2012 em vários sites de música. U-KISS lançou seu terceiro single japonês Dear My Friend em 5 de julho de 2012. A música foi usada como tema para o anime japonês Stormy Night (Secret Friends).
Além dos lançamentos de álbuns, o grupo também está preparado para fazer uma performance com Girls' Generation e SHINee no K-POP Nation Concert em Macau. O membro AJ foi admitido na Columbia University dos Estados Unidos em 2011. Foi anunciado em 29 de julho de 2012 em sua turnê japonesa ao vivo que a AJ ficará no hiato por 5 meses e não participará mais de atividades de U -KISS a partir de agosto para se concentrar em seus estudos. De acordo com a NH Media, AJ retornará no início de 2013, enquanto isso, o retorno do U-KISS em setembro só contará com 6 membros. Antes da partida temporária de AJ do grupo, o grupo participou da cerimônia de abertura da A-Nation no Tokyo National Stadium. Em 9 de agosto de 2012, espera-se que representem a Coreia no Asia Progress M, parte das atividades da A-Nation, o maior festival de música do Japão. O grupo também atuou em 26 de agosto de 2012 com Hamasaki Ayumi, M-Flo e Big Bang no Ajinomoto Stadium. O maior festival de música do Japão.
U-KISS teve a última etapa de seu Japan Tour em Budokan, onde conquistou 10.000 pessoas, o maior deles até a data. Enquanto isso, o grupo lançou seu quarto single japonês, One of You em 5 de setembro de 2012. Na primeira semana, ele atinge o número 1 no gráfico semanal de Tower Records.</ref> On its first week, it peak to No. 1 at the weekly chart of Tower Records. Em 20 de setembro, o grupo lançou seu sétimo mini-álbum Stop Girl e planejou promovê-lo ativamente em 10 países, incluindo Tailândia, Filipinas, Estados Unidos e China.
O U-KISS recebeu um prêmio de conquista especial em reconhecimento pela contribuição para o Hallyu Wave. O grupo participou do evento de celebração da Arirang TV pelo seu marco de alcance de mais de 100 milhões de clientes. No evento, U-KISS recebeu o "Prêmio Especial de Hallyu Achievement" do ministro do Ministério da Cultura, Esportes e Turismo.
U-KISS lançou seu quinto single japonês, Distance em 12 de dezembro de 2012.

### 2013-2014:Collage, tours no EUA e novo membro
U-KISS participou do Dream KPOP Fantasy Concert em Manila, Filipinas, em 19 de janeiro de 2013. Alone foi lançado em 13 de fevereiro de 2013 e foi usado como a música-tema para o drama japonês Bookstore Worker Michiru’s Personal Story, transmitido pelo canal japonês NHK. U-KISS lançou seu terceiro álbum completo, Collage, com o membro AJ, em 7 de março, enquanto o single Standing Still, composto por Ryan Jhun, foi lançado em 6 de março. O grupo também atuou no evento "Fórmula 1" realizado na Petronas Tower na Malásia em 22 de março de 2013. Compartilharam o palco com o grupo sul-coreano 2NE1 e com os artistas americanos Blackstreet Boys e Demi Lovato.
Uma subunidade, uBEAT, estreou no final de abril, composta por Eli e AJ e Kevin. Avex Trax anunciou que o U-KISS lançaria o seu segundo álbum japonês completo, Inside øf Me, em 24 de julho de 2013.
Em outubro de 2013, foi anunciado que Dongho deixou o grupo devido à saúde e problemas pessoais. Visitaram a América e fizeram aparições na mídia.
Em 15 de maio de 2014, a NH Media anunciou, via o site oficial coreano do U-KISS, o novo membro Jun ao público. Também foi citada a extensão do hiato do rapper AJ, enquanto ele continua seus estudos na Columbia University.

### 2015:Awayse promoções japonesas
U-Kiss apareceu em M! Countdown com título de título Playground em 22 de janeiro. A faixa-título mais tarde lançada junto com o décimo mini-álbum, Always em 23 de janeiro. The title track later released along with their tenth mini album, Always on January 23. O quarto álbum japonês do U-KISS, Action foi lançado em 18 de março. Ficou em segundo lugar no Daily Oricon Chart no primeiro dia e encabeçou o gráfico no segundo dia do lançamento. Também classificou no número 4 no gráfico Oricon semanal com 20.297 cópias vendidas.
U-KISS lançou seu vigésimo primeiro single japonês intitulado Stay Gold em 9 de setembro de 2015. Traçou o segundo lugar no Daily Oricon Chart e o terceiro no Weekly Oricon Chart com um total de vendas reportadas de 44.418. Em 23 de dezembro de 2015, o U-KISS persegue suas promoções japonesas com lançamento do seu primeiro mini-álbum especial de Natal The Christmas Album.

### 2016-2017:Stalkere saída de AJ e Kevin
Em 23 de fevereiro de 2016, o U-KISS lança seu vigésimo segundo single japonês Kissing to Feel, seguido um mês depois pelo lançamento do seu quinto álbum japonês One Shot One Kill em 23 de março de 2016.
No final de maio de 2016, U-KISS anunciou que seu vigésimo primeiro mini-álbum coreano seria lançado em 7 de junho. O último álbum do U-KISS, Stalker foi lançado em 7 de junho. Parte dos lucros do álbum foi doado para evento de caridade.
Em 29 de agosto, a AJ anunciou que seu contrato com a NH Media havia expirado e que ele deixaria oficialmente o U-KISS.
Em 2 de março de 2017, Kevin anunciou sua partida oficial do grupo após o contrato ter expirado com a NH Media. O grupo mais tarde continuará a promoção como um grupo de cinco membros. Soohyun e Eli, os membros originais restantes, renovaram seus contratos com a NH Media.  Em 5 de maio, o U-KISS foi a atração principal de um show de K-pop que foi o final do Seoul Food Festival, que durou uma semana. Eles foram apoiados por seus companheiros de gravadora, Laboum. U-KISS contribuiu com uma música, "RUN A WAY", para a OST do drama de TV da KBS2, Manhole , que foi ao ar em agosto-setembro e estrelou Jaejoong do JYJ . Em 20 de agosto de 2017, o U-KISS se apresentou no festival de música The Star of Asia no Cazaquistão, onde foram presenteados com um troféu de prêmio especial durante a transmissão na KAZAKH TV. Em 6 de setembro, a NH Media informou que Kiseop sofreu queimaduras de segundo grau devido a uma explosão que ocorreu durante as filmagens do videoclipe "FLY" do grupo. Eles continuaram explicando que dez fragmentos de material se alojaram em seu corpo e que ele havia sido transferido para um hospital em Incheon para receber tratamento.
O U-KISS realizou uma turnê pelo Japão chamada "U-KISS LIVE EVENT 2017 ~Stay with U~", apresentando-se em 30 de setembro em Chiba, 7 de outubro em Saitama e 9 de outubro em Osaka. Em 10 de outubro, o single japonês do U-KISS, "FLY", ficou em 3º lugar no Oricon Singles Chart diário. Essa conquista foi ainda mais significativa porque todos os membros participaram da produção da música influenciada pela EDM e das faixas que a acompanham. U-KISS contribuiu com uma versão cover em inglês de "Try Everything" de Shakira (do filme Zootopia ) para o álbum de compilação Thank You Disney , que foi lançado em 25 de outubro. De 20 a 21 de novembro, o U-KISS realizou o "2017 U-KISS FANMEETING IN KOREA ~KISS HOLIC~". Em 9 de dezembro, o U-KISS fez um show especial em Tóquio para um endosso contínuo com as scooters elétricas CHIC-Smart. Em 26 de dezembro, U-KISS lançou um single digital coreano, "Ready for U". Em 28 de dezembro, Soohyun se alistou no Exército para o serviço militar obrigatório.

### 2018–2019: 10º aniversário e saída dos membros
Em 31 de março de 2018, o U-KISS lançou seu 7º álbum completo japonês, LINK , que incluía canções gravadas por Soohyun antes de seu alistamento. Ele ficou em 3º lugar no Oricon Albums Chart diário. Todos os membros do U-KISS (incluindo Soohyun, que estava em licença temporária do serviço militar) comemoraram o 10º aniversário de seu debut coreano. Em 10 de outubro, o grupo voltou com seu 15º single japonês "Scandal", que ficou em 8º lugar na parada Billboard Japan Hot 100. Em 19 de dezembro, o U-KISS lançou seu 8º álbum completo japonês, Glory, que trazia uma música de Natal para a faixa-título. A música foi usada como endosso para o Huis Ten Bosch, um dos maiores parques temáticos do Japão.
Em 18 de março de 2019, Hoon se alistou no Corpo de Fuzileiros Navais para o serviço militar obrigatório. Em 16 de maio, nhemg (NH Media) anunciou que Eli e Kiseop deixaram o grupo após o término de seus contratos com a agência. Em 1º de setembro, Soohyun completou seu serviço militar obrigatório e foi dispensado do Exército. Logo depois, "Soohyun & Jun (do U-KISS) Fan Meeting in SEUL ～autumn memory～" foi realizado de 22 a 23 de setembro. Para homenagear o 8º aniversário da estreia japonesa do U-KISS em 14 de dezembro, Soohyun realizará uma palestra de aniversário e exibição de vídeo do "JUN (from U-KISS) 1st Event 2019 ~Phenomenal World~" em Tóquio.

### 2020-presente: Reuniões e saída da NH Media
Kevin voltou temporariamente ao U-KISS como uma dupla com Soohyun como parte de um show especial "Guilty Pleasures" com tema retrô da SBS e seu programa de variedades MMTG em outubro de 2020. A dupla também tocou "Shut Up!!" com Teen Top em um estágio especial de colaboração.
Em 20 de outubro, Hoon completou seu serviço militar obrigatório e foi dispensado do Corpo de Fuzileiros Navais. Em 21 de outubro de 2020, Soohyun e Jun lançaram o single japonês 'Eyes on Me', que também continha a faixa Ballad '星も見えない夜に'.
A segunda subunidade do U-KISS, Soohyun & Hoon , foi formada e lançou o single 'I Wish' em coreano e japonês em 2021. A versão coreana foi lançada em 27 de janeiro e a versão japonesa em 24 de fevereiro Soohyun deixou a NH Media em 15 de abril após o término de seu contrato, no entanto, ele afirmou que permanecerá como parte do U-KISS. Em agosto, Hoon e Jun também deixaram a NH Media depois que seus contratos expiraram.
Em 24 de janeiro de 2022, Soohyun, Hoon e Kiseop assinaram contratos exclusivos com a Tango Music, com Kiseop voltando oficialmente ao U-KISS.  Em maio de 2022, o U-KISS lançou um canal oficial no YouTube e anunciou várias atividades.
Em 15 de maio de 2023, foi anunciado que o U-KISS lançaria um EP em junho como um grupo de seis membros para comemorar seu 15º aniversário.

## Integrantes
- Soohyun (em coreano:  수현), nascido Shin Soohyun (em coreano:  신수현) em 11 de março de 1989 (36 anos) em Pocheon, Gyeonggi, Coreia do Sul.
- Kiseop (em coreano:  기섭), nascido Lee Kiseop (em coreano:  이기섭) em 17 de janeiro de 1991 (34 anos) em Seongnam, Gyeonggi, Coreia do Sul.
- Hoon (em coreano:  훈), nascido Yeo Hoonmin (em coreano:  여훈민) em 16 de agosto de 1991 (33 anos) em Namyangju, Gyeonggi, Coreia do Sul.
- Eli (em coreano:  일라이), nascido Kim Kyungjae (em coreano:  김경재) em 13 de março de 1991 (34 anos) em Los Angeles, Califórnia, Estados Unidos.
- Alexander (em coreano:  알렉산더), nascido Alexander Lee Eusebio (em coreano:  알렉산더 리 유세비오) em 29 de julho de 1988 (36 anos) em Hong Kong, China.
- AJ (em coreano:  에이제이), nascido Kim Jaeseup (em coreano:  김재섭) em 4 de junho de 1991 (33 anos) em Seul, Coreia do Sul.

### Ex-integrantes
- Kibum (em coreano:  기범), nascido Kim Kibum (em coreano:  김기범) em 29 de dezembro de 1990 (34 anos) em Seul, Coreia do Sul.
- Kevin (em coreano:  케빈), nascido Woo Sunghyun (em coreano:  우성현) em 25 de novembro de 1991 (33 anos) em Danville, Califórnia, Estados Unidos.
- Dongho (em coreano:  동호), nascido Shin Dongho (em coreano:  신동호) em 29 de junho de 1994 (30 anos) em Daegu, Coreia do Sul.
- Jun (em coreano:  준), nascido Lee Junyoung (em coreano:  이준영) em 22 de janeiro de 1997 (28 anos) na Coreia do Sul.[80]

## Filantropia
Em 7 de junho de 2011, o U-KISS junto com outros artistas de K-pop como 2NE1, MBLAQ, 4Minute, FT Island e B2ST realizaram um show especial chamado Seoul-Osaka Music of Hearts para arrecadar fundos para ajudar as vítimas do do terremoto que ocorreu no Japão em 2011. O grupo também se tornou o primeiro ídolo K-pop a realizar uma reunião de fãs no Camboja realizada em 18 de junho de 2012, apelidado de The Love Charity Concert. A reunião de fãs leva a uma organização de caridade em uma escola próxima, onde os membros interagiram com as crianças e passaram bastões de baseball e outros equipamentos de beisebol para as crianças. O show, como parte do projeto benefício foi patrocinado pelo povo cambojano famosos e foi mesmo com a presença do primeiro-ministro do Camboja, Hun Sen.
Em 1 de fevereiro de 2013, Soohyun e Kevin hospedaram um evento de caridade para Jacarta após as pesadas inundações. Soohyun e Kevin vincaram 2 CDs com os quais interagiram para aumentar o valor, juntamente com as roupas que eles usaram. Dois álbuns foram leiloados ao vivo com vendas totais de Rp3.500.000 (aproximadamente 350USD). Os dois membros também fizeram uma conferência de imprensa explicando por que sru showcase seria adiada para abril. Juntamente com a conferência de imprensa, eles também visitaram Pluit onde realizaram a sessão de caridade e interagiram com crianças afetadas pela inundação.

## Discografia
| Álbuns de estúdio - Only One (2010) - Neverland (2011) - Collage (2013) Extended plays - New Generation (2008) - Bring It Back 2 Old School (2009) - ContiUKISS (2009) - Break Time (2010) - Bran New KISS (2011) - Doradora (2012) - The Special To KISSME (2012) - Stop Girl (2012) - Moments (2013) - Mono Scandal (2014) - Always (2015) - Stalker (2016) | Álbuns de estúdio - A Shared Dream (2012) - Inside of Me (2013) - Memories (2014) - Action (2015) - One Shot One Kill (2016) |